# John Biby
John Biby   (Los Angeles, 28 de febrer de 1912 - Newport Beach, 23 de març de 2002) va ser un regatista estatunidenc que va competir durant la dècada de 1930.
El 1932 va prendre part en els Jocs Olímpics de Los Angeles, on va guanyar la medalla d'or en la categoria de 8 metres del programa de vela a bord de l'Angelita.